# Hasan Agha
Hasan Agha (1487-1545) fou governador otomà d'Alger, d'origen sard. No és el mateix personatge que Hàssan Paixà, que va governar del 1544 al 1551, del 1567 a 1561 i de 1562 a 1567, que era fill de Khair al-Din.
Hasan Agha fou capturat d'infant per un pirata algerià i va esdevenir esclau de Khair ed-Din Barba-rossa que el va alliberar i el va fer el seu home de confiança, però el va convertir en eunuc. Va ocupar diversos càrrecs administratius a les ordes del seu senyor.
El 15 d'octubre de 1535, quan Khair ed-Din fou cridat a Constantinoble (on fou nomenat kapudan paixà) va ocupar el seu lloc com a governador d'Alger amb el títol de khalifa (delegat). El 1541 l'emperador Carles V va decidir atacar Alger. El comte d'Alcaudete va contactar a Hasan i estava convençut que aquest lliuraria Alger als espanyols sense lluita, però no fou així i l'atac espanyol fou un fracàs (octubre de 1541).
El 1542 va fer una expedició contra els senyor amazic de la Kabyla de Kuko i sembla que després va fer una expedició a Tlemcen per motius incerts. Va abandonar el càrrec sense que es coneguin els motius, i va morir oblidat a Alger cap al final del 1545.